# Eucalyptus rhomboidea
Eucalyptus rhomboidea là một loài thực vật có hoa trong Họ Đào kim nương. Loài này được Hopper & D.Nicolle mô tả khoa học đầu tiên năm 2007.